# Tanagra
Tanagra (neugriechisch Τανάγρα [taˈnaɣra] (f. sg.), altgriechisch Τάναγρα oder Τανάγρη Tanagrē) ist eine griechische Gemeinde im Regionalbezirk Böotien mit etwa 19.000 Einwohnern und war eine antike Polis gleichen Namens etwa 5 km vom heutigen Ort entfernt. Tanagra war in der Antike auch Hauptort Böotiens.

## Geschichte
Sie war im Altertum eine Polis am Asopos (jetzt Vuriendi) und lag am Einfluss des Baches Thermodon (Laris). Dort ist noch heute der Verlauf der Ringmauern zu erkennen.
Tanagra war eines der ältesten Mitglieder des Böotischen Bundes und zeitweise ihr Münzort. Es gab während des Peloponnesischen Kriegs zwei Schlachten um und bei Tanagra, das ihnen den Namen gab, die erste Schlacht von Tanagra (457 v. Chr.) (Sparta siegt über Athen) und die zweite Schlacht von Tanagra (426 v. Chr.) (Sieg der Athener).
Noch im 6. Jahrhundert war Tanagra eine blühende Stadt. Im Jahre 1874 wurden in der Nekropole auf dem Kokkalihügel herrliche Terrakotta-Statuetten gefunden. Die sogenannten Tanagra-Figuren machten die Region von Neuem berühmt.

## Kunst

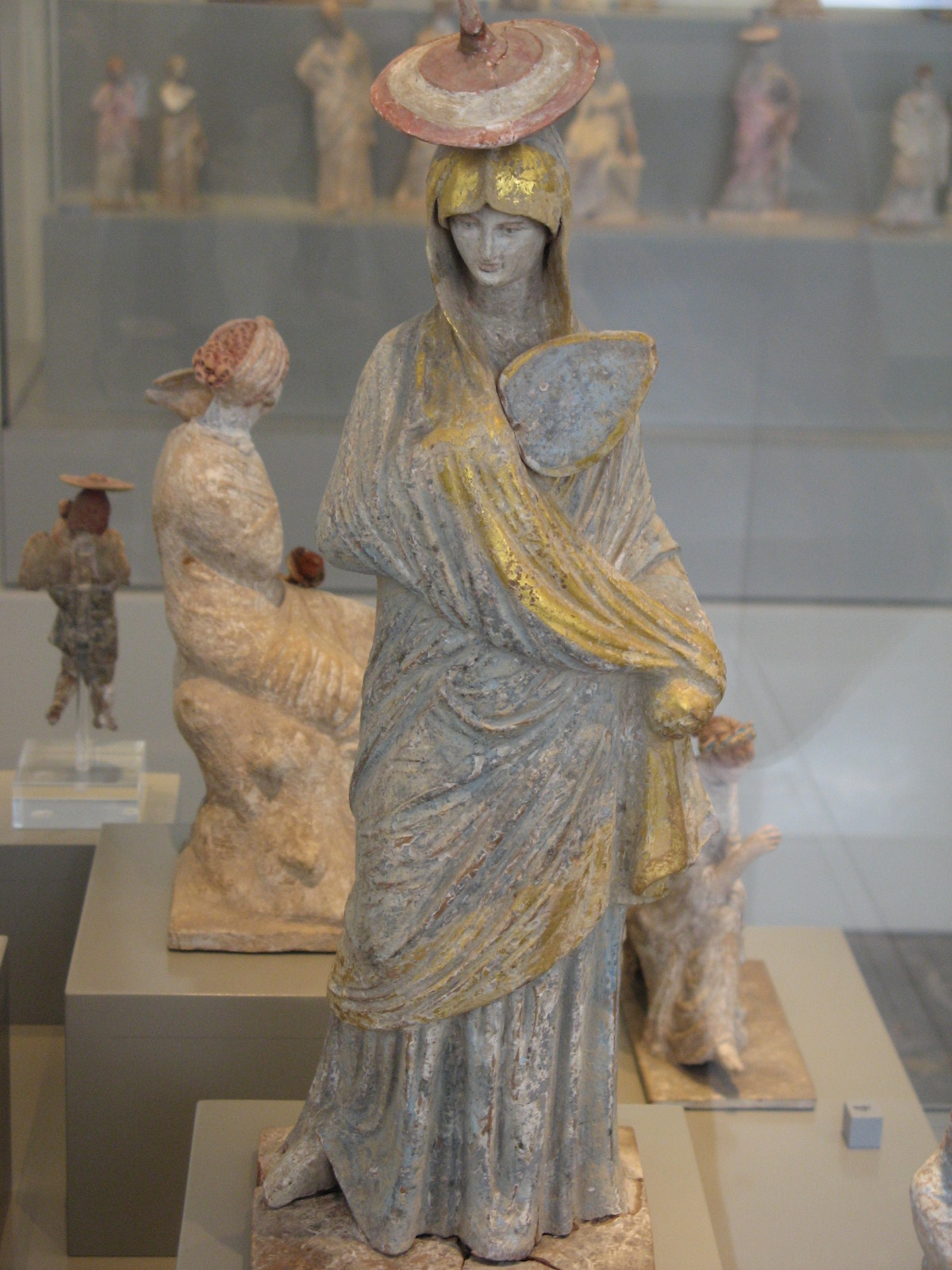
Frau mit Sonnenhut und Fächer. Terrakotta-Statuette aus Tanagra (325–300 v. Chr.)

Die aus der Stadt stammende Dichterin Korinna widmete den Frauen ihrer Stadt ein Hohelied. Über 2400 Jahre später schrieb der deutsche Dichter Rainer Maria Rilke ein Gedicht mit dem Titel Tanagra. Es ist aber nicht vom Ort selbst, sondern von den dort gefundenen antiken Kunstwerken, speziell den dort gefertigten Terrakotta-Figuren, den sogenannten Tanagra-Figuren, inspiriert.

## Infrastruktur
Die Ortsteile Agios Thomas, Oinofyta, Oinoi und Tanagra besitzen je einen Bahnhof an der Bahnstrecke Piräus–Thessaloniki. Dabei ist der Bahnhof Oinoi als Abzweigbahnhof für die Bahnstrecke Oinoi–Chalkida der bedeutendste.

### Militärflugplatz
Der Militärflugplatz ( ICAO: LGTG) liegt nordöstlich des Ortes Tanagra. Die asphaltierte  Start- und Landebahn mit einer Ausrichtung von 10/28 ist 2.990 m lang. Der Militärflugplatz liegt auf einer Höhe von 148 m (485 ft) über dem Meeresspiegel.
Auf dem Flugplatz ist das 114. Luftgeschwader. Es erhält im Januar 2022 die ersten sechs von achtzehn bestellten Dassault-Rafale-Kampfjets.

## Persönlichkeiten
- Bakcheios aus Tanagra, Arzt in der 2. Hälfte des 3. Jahrhunderts v. Chr., Schüler des Herophilos von Chalkedon.
- Korinna, zwischen dem 5. und 3. Jh. v. Chr., aus Tanagra, bedeutende Dichterin, wird mit Sappho verglichen.

## Sonstiges
In der Star-Trek-Serie Raumschiff Enterprise: Das nächste Jahrhundert wird in der Episode Darmok (Staffel 5, Episode 2) immer wieder Tanagra erwähnt. Es gibt starke Ähnlichkeiten zum real existierenden Tanagra. In der Serie handelt es sich jedoch um einen fiktiven „Inselkontinent auf Shantil III“ (einem fiktiven Planeten).